# Leporinus leschenaulti
Leporinus leschenaulti är en fiskart som beskrevs av Valenciennes, 1850. Leporinus leschenaulti ingår i släktet Leporinus och familjen Anostomidae. Inga underarter finns listade i Catalogue of Life.